# 全明星週末賽 (電影)
《全明星周末賽》（英語：All-Star Weekend）是一部美國體育喜劇劇情電影，由傑米·福克斯執導，與唐納德·斯皮德（英語：Donald“ Speedy” Caldwell Jr）共同編劇。由傑米·福克斯、阿夫拉姆·“卡奇”·卡普蘭（Avram "Butch" Kaplan），查克·帕切科（Chuck Pacheco）和迪翁·泰勒製作，由傑米·福克斯、傑瑞米·皮文、潔西卡·柔兒、伊娃·朗歌莉亞、小勞勃·道尼、鄭肯、傑瑞德·巴特勒和班尼西歐·狄奧·托羅主演。

## 製作
2012年10月，這部電影是傑米·福克斯和鄭肯之間的非正式合作關係的一部分，首次一起合作宣布發行，並互相出演對方製作的電影。由於雙方的合作，鄭肯簽下了全明星周末賽的電影製作，而福克斯本來會出演鄭肯的《After Prom》，但那部電影的製作卻在開發地獄中落下了帷幕。在2016年初，傑瑞米·皮文、潔西卡·柔兒、伊娃·朗歌莉亞、小勞勃·道尼、鄭肯、傑瑞德·巴特勒和班尼西歐·狄奧·托羅被確認將出演這部電影。

### 拍攝
主要攝影始於2016年10月26日，在加利福尼亞的洛杉磯拍攝。證實有幾位演員出現，包括傑瑞米·皮文、DJ卡利、弗倫奇·蒙塔納、因安娜·薩克斯、茉莉華爾茲、魯內爾，特倫斯·特雷爾，科琳娜·福克斯，泰林·特納，Game和RD惠廷頓（英語：RD Whittington）。這部電影於2019年1月進行後期製作。

## 發行
這部電影原定於2018年2月16日發行，與2018年NBA全明星賽相吻合，但後期製作未能及時完成。這部電影又被推遲到2019年2月22日上映，這一計劃中的上映日期距離2019年NBA全明星賽的日期相近，但由於未公開的原因而最終錯過了上映日期。然後該電影預計將在2019年下半年的時候上映，之後又推延至2021年上映。不過到了2022年7月，這部電影依然未上映。

## 外部連結
- 互联网电影数据库（IMDb）上《全明星週末賽》的资料（英文）